# Gerichtsbezirk Spittal an der Drau
Der Gerichtsbezirk Spittal an der Drau ist einer von elf Gerichtsbezirken in Kärnten und ist deckungsgleich mit dem politischen Bezirk Spittal an der Drau. Der übergeordnete Gerichtshof ist das Landesgericht Klagenfurt.

## Gemeinden

### Städte
- Gmünd in Kärnten (2.572 Ew.[1])
- Radenthein (5.756)
- Spittal an der Drau (15.269)

### Marktgemeinden
- Greifenburg (1.717)
- Lurnfeld (2.657)
- Millstatt am See (3.482)
- Oberdrauburg (1.210)
- Obervellach (2.186)
- Sachsenburg (1.334)
- Seeboden am Millstätter See (6.722)
- Steinfeld (2.016)
- Winklern (1.184)
- Rennweg am Katschberg (1.678)

### Gemeinden
- Bad Kleinkirchheim (1.663)
- Baldramsdorf (1.846)
- Berg im Drautal (1.233)
- Dellach im Drautal (1.606)
- Flattach (1.151)
- Großkirchheim (1.319)
- Heiligenblut am Großglockner (948)
- Irschen (1.917)
- Kleblach-Lind (1.165)
- Krems in Kärnten (1.614)
- Lendorf (1.761)
- Mallnitz (778)
- Malta (1.875)
- Mörtschach (819)
- Mühldorf (1.004)
- Rangersdorf (1.702)
- Reißeck (2.078)
- Stall (1.479)
- Trebesing (1.146)
- Weißensee (764)

## Geschichte
1971 wurde der Gerichtsbezirk Greifenburg (Gemeinden Berg im Drautal, Dellach im Drautal, Greifenburg, Irschen, Oberdrauburg, Steinfeld, Weißensee und Zwickenberg) aufgelöst und die Gemeinden wurden dem Gerichtsbezirk Spittal an der Drau zugewiesen.
1978 wurden die Gerichtsbezirke Gmünd in Kärnten (Gemeinden Gmünd in Kärnten, Krems in Kärnten, Malta, Rennweg am Katschberg und Trebesing) und
Millstatt (Gemeinden Bad Kleinkirchheim, Millstatt, Radenthein und Seeboden) aufgelöst und dem Gerichtsbezirk Spittal an der Drau zugewiesen.
1979 folgten die Gerichtsbezirke Obervellach (Gemeinden Flattach, Mallnitz, Obervellach und Reißeck) und 
Winklern (Gemeinden Döllach im Mölltal, Heiligenblut, Rangersdorf, Stall und Winklern).